# Kamilla Walsøe
Kamilla Walsøe (født 14. maj 1973 i Aarhus) er en dansk journalist og producent på Go' Morgen Danmark, der produceres af Nordisk Film TV i Valby. Hun har tidligere også fungeret som vært på programmet.
Hun er uddannet journalist fra Danmarks Journalisthøjskole.
Walsøe har tidligere arbejdet som journalist på Politiken, Kristeligt Dagblad, DR og som vært og livereporter på TV 2 Nyhederne og TV 2 NEWS. Før hun kom til TV 2 var hun redaktionschef på Egmonts månedsmagasin Eurowoman. Siden 5. januar 2009 har hun fungeret som vært på programmet Go' Morgen Danmark, sammen med medværten Anders Breinholt .
Torsdag den 4. juni 2009 blev Walsøe genstand for en vis mediebevågenhed, da hun ubegrundet og umotiveret udtalte at den socialdemokratiske kandidat til Europa-Parlamentsvalget 2009, Britta Thomsen, var født som mand. En udtalelse der intet hold havde i virkeligheden .